# Montano
Montano (fl. II secolo) è stato un teologo greco antico vissuto nel II secolo, fondatore del montanismo.

## Biografia
Nacque probabilmente ad Ardabau nell'attuale Turchia, nella prima metà del II secolo. Secondo San Girolamo, prima di convertirsi al Cristianesimo, sarebbe stato sacerdote della dea Cibele, il cui culto pare comprendesse in alcuni rari casi cruente cerimonie come l'autocastrazione dei suoi sacerdoti. Tuttavia questa è probabilmente un'invenzione successiva, tesa a dimostrare la similitudine tra le sue estasi e i comportamenti dei preti e dei devoti della "grande dea". Montano iniziò a predicare subito dopo la sua conversione al cristianesimo, nel 156 o nel 157 assieme a due profetesse, Massimilla e Priscilla che, come lui, si ritenevano direttamente ispirate dallo Spirito Santo e capaci di visioni profetiche. Un oppositore anonimo della setta descriveva il loro modo di profetare (Eusebio di Cesarea, V, XVII, 2-3): "prima il profeta appare terrorizzato (en parekstasei), poi segue la quiete (adeia kai aphobia); inizia con una docile apertura allo Spirito Santo (ekousios amathia), poi viene colto da una estasi  incontrollabile (akousios mania psyches). Secondo alcuni, Montano, arrivava al punto di sostenere di aver ricevuto una serie di rivelazioni direttamente dallo Spirito Santo e di essere l'altro paraclito citato in Giovanni 14, 16 (Didimo, De Trinitate, III, XLI). Dovunque i tre andassero, parlavano posseduti da visioni mistiche ed esortavano i seguaci a pregare e digiunare, in modo da sperimentare personalmente queste rivelazioni. I discorsi di Montano si diffusero dalla natia Frigia, attraverso il mondo cristiano dell'epoca, fino all'Africa e alla Gallia.
A quel tempo i vescovi locali erano convinti che Montano fosse posseduto da uno spirito maligno, e che fosse un agitatore; essi lo rimproverarono e tentarono di fermare il suo profetizzare. In alcuni dibattiti pubblici furono sconfitti dai montanisti. I vescovi dell'Asia riuniti in vari luoghi, esaminarono le profezie, le dichiararono profane, e condannarono l'eresia, così che i discepoli di Montano furono espulsi dalla Chiesa e dalla sua comunione. È difficile dire quanto presto avvenne questa scomunica in Asia. 
Probabilmente fin dall'inizio alcuni vescovi esclusero i seguaci di Montano, e questa severità crebbe prima della morte di Montano stesso, ma divenne la regola generale molto prima della morte di Massimilla nel 179; la condanna dei profeti stessi, e la mera disapprovazione dei loro discepoli fu la prima tappa verso la condanna del movimento come eretico, cosa che portò in generale allo spegnersi del carisma profetico nella chiesa ufficiale, che era invece assai presente nel I secolo e nell'inizio del II secolo.
All'interno della Chiesa il movimento di Montano venne comunque accolto con reazioni contrastanti. In risposta a questa rivelazione continua, la comunità cristiana si divise: all'inizio la Chiesa non si oppose al nuovo movimento, che intendeva attuare una riforma dall'interno, ma in seguito alcuni dei componenti più ortodossi della gerarchia episcopale lottarono per contrastare questa tendenza. Tra questi il vescovo di Hierapolis, Apollinare, che, nel 171, attaccò la "falsa profezia" che aveva spaccato in due la comunità cristiana di Ancyra. Nel 177 fu avversato da Sant'Ireneo di Lione con il suo Adversos haereses. A Roma venne comunque tollerato dai Papi Eleuterio (175-189) e Vittore I (189-199), il primo dei quali scrisse addirittura alcune lettere a supporto del montanismo, ma le fece poi ritirare. Le divergenze tra montanisti e cattolici non era nell'ortodossia teologica, ma più che altro nel ruolo della profezia all'interno della comunità di fede.
La condanna ufficiale del montanismo da parte della Chiesa avvenne, però, solo sotto Papa Zefferino, molti anni dopo la sua morte. la cui data è ignota.
Giustiniano ordinò di distruggere il tempio dei montanisti a Pepuza insieme con la tomba di Montano.